# Jakov L'vovič Bazeljan
Jakov L'vovič Bazeljan (28 agosto 1925 – Mosca, 4 giugno 1990) è stato un regista sovietico.

## Filmografia parziale

### Regista
- Dom s mezoninom (1960)
- Alёškina ochota (1965)
- Trener (1969)